# Fritz Fischer
För andra betydelser, se Fritz Fischer (olika betydelser).
Fritz Fischer, född 5 mars 1908 i Ludwigsstadt, Bayern, död 1 december 1999 i Hamburg, Tyskland, var en tysk historiker. Hans magnum opus Griff nach der Weltmacht var en stor
sensation när det kom ut 1966 och bidrog till ett nytt synsätt på första världskrigets utbrott.

## Teser
Fischer är mest känd för sin analys av orsakerna till första världskriget. Hans huvudarbete är Griff nach der Weltmacht från 1963, som orsakade en sensation bland andra västtyskar på grund av tre provokativa teser:
1. När man stödde Österrike i konflikten med Serbien i juli 1914, accepterade och hoppades den tyska regeringen, att ett stort europeiskt krig skulle bryta ut.
2. Kaiserns mål existerade inte bara före krigets utbrott utan hade även likheter med nazisternas planer efter 1933.
3. Den tyska expansionismen berodde mer på landets sociala, ekonomiska och politiska problem än på dess internationella position.

## Respons
Dessa teser gjorde att Fischer fick tillåtelse att besöka de kejserliga arkiven i Potsdam, i dåvarande Östtyskland, vilket även det upprörde västtyska historiker. Den största kontroversen kom dock i och med det att han ansåg att Tyskland i största allmänhet bar skulden för krigsutbrottet. Fischer gav upphov till en stor kontrovers, och fick flera personliga attacker riktade mot sig. Den västtyska regeringen avbröt all finansiering av hans forskning, men icke desto mindre bidrog hans fasta övertygelse om sitt resultat till att historiker återigen såg över tyska regeringens policyer 1914, och erkände, med tiden, att Tysklands strategier var riskfyllda, även om detta rättfärdigades av den ryska mobiliseringen och Rysslands ökande makt, och att Tyskland inte var ute efter annat än att säkra positionen som en stormakt.
Även detta motsade sig Fischer, i sitt andra stora verk från 1969 - Krieg der Illusionen: Die deutsche Politik von 1911 bis 1914, i vilken han försökte bevisa att det fanns en krigslust; en vilja att kriga hos de tyska ledarna, och använde som källa för sitt påstående bland annat ett utdrag ur amiral Georg Alexander von Müllers dagbok, där von Moltke kommenterade att "krig är oundvikligt, och ju förr desto bättre". Fischer betonade även Tysklands sociala och politiska struktur och dess autokrati och antidemokrati.

## Arv
Fischers verk beredde vägen för en ny generation tyska historiker efter 1970, bland andra Hans-Ulrich Wehler och Holger H. Herwig. När Bethmann Hollwegs närmste rådgivare Kurt Riezlers memoarer publicerades 1972 befästes Fischers teser, och under 1980-talets mitt mottogs Fischers tolkning som sanning. Kända historiker som Norman Stone och James Joll har båda anammat hans synsätt, och Stone skrev i sin Europe Transformed från 1983 att inte många historiker skiljer sig idag från förslaget att den tyska regeringen, påhejat av dess generaler, avsiktligt provocerade fram kriget. Även om det fortfarande fanns olika åsikter om Tysklands mål 1914, menade Hartmut Pogge von Strandmann i sitt verk The Coming of the First World War från 1991 att Fischers påståenden får större och större giltighet i takt med att mer material kommer fram.